# Balabitena
Balabitena (em grego: Βαλαβιτηνή; romaniz.: Balabitēnḗ) ou Balacovita (em armênio: Բալահովիտ / Բալախովիտ; romaniz.: Balahovit / Balaχovit) foi um cantão (gavar), segundo a Geografia de Ananias de Siracena (século VII), da província (ascar) de Sofena, no Reino da Armênia. Estava localizado no vale do rio Arsânias, entre os rios Eufrates e Munzur e compreendia ca. 1 500 quilômetros quadrados, segundo estimativas de Cyril Toumanoff, ou ca. 1 750 quilômetros quadrados segundo estimativas de Suren Eremyan. Entre ca. 371 e 387, data da assinatura da Paz de Acilisena, o Império Romano adquiriu suserania sobre o distrito, que compunha um dos territórios de um Estado principesco semiautônomo (o outro território desse Estado era Corzianena), cuja história não foi registrada nas fontes armênias. Sua família reinante foi omitida na Lista Militar (Զորնամակ, Zōrnamak), o documento que indica a quantidade de cavaleiros que cada uma das famílias nobres devia ceder ao exército real em caso de convocação. Cyril Toumanoff sugeriu que podia arregimentar ao menos 100 cavaleiros. Em 536, com as reformas do imperador Justiniano I (r. 527–565), a dinastia local foi destituída e o distrito foi anexado à província da Armênia IV.

## Nome
Ao longo da Antiguidade, o distrito recebeu inúmeros nomes. Nas fontes greco-romanas é comumente referido como Balabitena (Βαλαβιτηνή, Balabitēnḗ), Clima Belabitina (Κλίμα Βελαβιτινή; Klíma Belabitinḗ), Clima Bilabetines (Κλίμα Βιλαβετινης; Klíma Bilabetinēs), Bolbena (Βολβηνη, Bolbēnē), ou Balisbiga (Βαλισβιγα). Em armênio, foi mencionado como Balacovita (Բալահովիտ / Բալախովիտ, Balahovit / Balaχovit). Seu nome aparenta significar "vale de Balu", o nome da principal cidade da região (mais tarde chamada Romanópolis), cujo nome remonta aos períodos assírio e urartita e deve estar associados aos povos balas / palas mencionados nos registros hititas. Desde 387, o distrito foi comumente referido como Arsamósata em referência à cidade homônima. Políbio referiu-se a ele como Calopédio (Καλοπεδίων, Kalopedíōn), "planície bonita"; Estrabão como Acisena (Ακισηνη, Akisēnē); MA como Ântias, da qual derivou Antisena (Ανθισηνη, Anthisēnē); e Ptolomeu como Obordena (Οβορδηνη, Obordēnē).